# Kiramuruzi
Kiramuruzi (Kinyarwanda Umurenge wa Kiramuruzi) ist einer von 14 Sektoren im Distrikt Gatsibo in der Ostprovinz von Ruanda.

## Geographie
Kiramuruzi hat eine Fläche von 60,45 km² und liegt auf einer Höhe von etwa 1490 m. Der Sektor unterteilt sich in die vier Zellen Akabuga, Gakenke, Gakoni und Nyabisindu. Nachbarsektoren sind im Norden Kiziguro, im Osten Rukara, im Südosten Muhazi, im Süden Gishali, im Südwesten Munyiginya und im Westen Murambi. Im Süden liegt der Sektor am Muhazi-Stausee.

## Bevölkerung
Zur Volkszählung von 2022 betrug die Einwohnerzahl 40.028 Einwohner. Zehn Jahre zuvor waren es 31.083, was einem jährlichen Bevölkerungszuwachs von 2,6 Prozent zwischen 2012 und 2022 entspricht.

## Verkehr
Durch den Sektor verlaufen die Nationalstraße 23 und 24.